# Micron Technology
Micron Technology, Inc. er en amerikansk producent af digital hukommelse, hvilket inkluderer DRAM, flashhukommelse og USB-nøgler. De har hovedkvarter i Boise, Idaho. Deres brands omfatter Ballistix Gaming, Crucial og SpecTek. Micron etablerede igennem et samarbejde med Intel virksomheden IM Flash Technologies.